# VisasQ
visasQ（ビザスク）は、株式会社ビザスクが運営する、スポットコンサルティングのマッチングプラットフォーム。

## 概要
web上でマッチングが完結するプラットフォーム型の「ビザスク」と、法人顧客を対象にコンシェルジュがマッチングをサポートする「ビザスク コンシェルジュ」の2つの手段を提供している。知識分野のクラウドソーシングやシェアリングエコノミーである。
個人は自らのビジネス知識や経験をビザスク上に登録し、企業や個人のビジネス課題に1時間単位で助言を提供することで謝礼を受領する。企業にとっては、新規事業、業務改善、組織開発など、従来は社内で解決するかコンサルティング会社にプロジェクトを発注していた領域で、社外の個人の知見を得るために必要な時間だけ依頼することができる。
企業OBやフリーランサーを中心とした顧問サービスと異なり、在職者が多数登録している。勤務先で副業が禁止されている在職者でも活躍できるよう、謝礼を寄付できる制度を設けている。

## 歴史
- 2012年 - PEファンドのユニゾン・キャピタルで働いていた端羽英子が株式会社walkntalkを設立[5]（2014年10月に株式会社ビザスクに社名変更）、年末にβ版をローンチ
- 2013年7月 - 経済産業省「多様な人活支援サービス創出事業」の採択を受ける[6]
- 2013年10月 - ビザスクを正式ローンチ[7]
- 2014年2月 - ベンチャー・ユナイテッド、サイバーエージェント・ベンチャーズ等より7千万円を資金調達[8]
- 2015年7月 - DCMベンチャーズ、DBJキャピタル、みずほキャピタル、および上記既存VCの計5VCより総額2.6億円を資金調達[9]